# Mesoleius grossulariae
Mesoleius grossulariae là một loài tò vò trong họ Ichneumonidae.